# Гладковський Михайло Йосипович
Михайло Йосипович Гладковський (псевдо: «Дуб»; нар. 1910, Яблунів, нині Більшівцівська селищна громада, Івано-Франківський район, Івано-Франківська область — пом. 23 грудня 1946, Кукільники, нині Більшівцівська селищна громада, Івано-Франківський район, Івано-Франківська область) — український військовик, кущовий провідник ОУН, лицар Золотого хреста бойової заслуги УПА 1 класу.

## Життєпис
Народився в 1910 році у селі Яблунів, тепер Івано-Франківський район, Івано-Франківська область. У нього було троє молодших братів: Володимир, Іван та Микола, які тако  ж стали вояками УПА. Закінчив лише 4 класи Яблунівської школи оскільки скрутне матеріальне становище родини не дозволяло продовжити освіту.
Старший вістун УПА (?). Очолював боївку яка діяла у Більшівцівському районі.
Загинув під час облави 23 грудня 1946 року в с. Кукільники, Галицького району Станіславської області.

## Нагороди
Згідно з Наказом Головного військового штабу УПА ч. 2/50 від 30.07.1950 р. кущовий провідник ОУН Михайло Гладковський – «Дуб» нагороджений Золотим хрестом бойової заслуги УПА 1 класу. 

## Вшанування пам'яті
13.10.2017 р. від імені Координаційної ради з вшанування пам’яті нагороджених Лицарів ОУН і УПА у смт. Верховина Івано-Франківської обл. Золотий хрест бойової заслуги УПА 1 класу (№ 009) переданий Ользі Форділь, сестрі Михайла Гладковського – «Дуба».